# Giovannite
Le monache dell'Ordine di San Giovanni di Gerusalemme o di Malta, dette Giovannite o commendatrici di San Giovanni di Gerusalemme, sono un istituto religioso femminile di diritto pontificio con case autonome.

## Storia

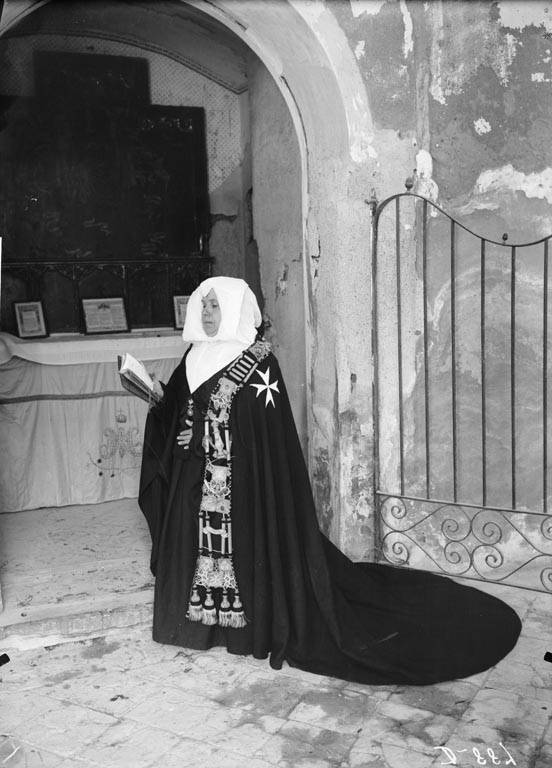
Una religiosa giovannita dell'abbazia di Santa María de Sigena nel 1907. Porta una croce ottagona in tessuto bianco cucita sulla spalla sinistra del mantello nero e indossa il manipolo che dal colletto le scende sull'avanbraccio sinistro

Le suore ospedaliere di San Giovanni, secondo ordine degli ospitalieri di San Giovanni, sorsero quasi contemporaneamente al ramo maschile (fondato, secondo la tradizione, nel 1099 dal beato Gerardo) nell'ospedale di Santa Maria Maddalena.
Con la scomparsa degli stati crociati, le religiose si stabilirono in Occidente e presero ad assistere le malate negli ospedali giovanniti.
Le giovannite si diffusero sicuramente in Spagna, Francia, Inghilterra e Italia (forse anche in Boemia, Danimarca e Paesi Bassi) e dal Cinquecento anche a Malta.
In Spagna il primo monastero esisteva già nel 1104 a Villanueva de Sigena; nello stesso periodo sorsero quelli di Cervera, Barcellona e di Santa Maria de los Villares a Fuentelapeña.
La loro regola fu confermata da papa Eugenio III nel 1153; il 14 luglio 1873 i monasteri femminili furono sottratti alla giurisdizione del gran maestro dell'Ordine di San Giovanni e posti sotto quella dei vescovi del luogo.

## Abito
Secondo Hippolyte Hélyot, in origine l'abito delle monache era rosso ma, dopo la caduta di Rodi, in segno di lutto, fu adottata una veste nera.
Secondo le regole del monastero giovannita di Firenze, risalente agli anni tra il 1589 e il 1595, l'abito era in tessuto nero, con gonne bianche, nere o tané scuro; portavano un soggolo bianco, un primo velo bianco e, sopra di esso, un velo nero; nei giorni di comunione dovevano indossare il mantello. L'abito era ornato da una croce ottagona (in ricordo delle otto beatitudini evangeliche) in tela bianca: la badessa portava la croce ottagona cucita all'altezza petto, mentre le altre religiose la portavano cucita sulla spalla sinistra (per poterla difendere con la mano destra).
L'abito era completato dalla cintura agostiniana (le monache seguono la regola di sant'Agostino) e dal manipolo (o stola), un capo di passamaneria lungo circa 150 cm, attaccato dietro il colletto e portato sull'avambraccio sinistro. Il manipolo, stretto nella parte attaccata al colletto, si allarga sempre più ed è ricamato con i simboli della passione di Gesù.
Le donate, che non erano monache, portavano una croce con tre bracci.

## Attività e diffusione
Le suore si dedicano alla preghiera contemplativa e al culto liturgico.
I monasteri femminili giovanniti sono presenti in Spagna (San Juan de Acre, a Salinas de Añana, di origine incerta) e a Malta (Sant'Orsola alla Valletta, fondato nel 1584 per iniziativa del gran maestro Hugues Loubenx de Verdalle).
Alla fine del 2015 le giovannite contavano 2 monasteri e 15 religiose.